# ميخائيل جيمس والش
ميخائيل جيمس والش هو سياسي كندي، ولد في 2 سبتمبر 1858، وتوفي في 2 مايو 1933 في ويسماونت في كندا. حزبياً، نشط في حزب كيبيك الليبرالي. وقد انتخب عضو الجمعية الوطنية في كيبك ‏.